# Herman Núñez
Herman Antonio Núñez Cepeda (San Antonio, 6 de septiembre de 1953) es un profesor de Estado en Biología y Ciencias Naturales de la Universidad de Chile, magíster en Ciencias con Mención en Zoología y exjefe del Área de Zoología de Vertebrados del Museo Nacional de Historia Natural de Chile, donde también fue conservador de herpetología.
Dentro de su trabajo han destacado las investigaciones en el área de la herpetología, especialmente en taxonomía de reptiles chilenos, describiendo nuevas especies de reptiles y anfibios, así como el cariotipo de varias especies de reptiles antes descritas en Chile Junto al Doctor Daniel Pincheira-Donoso ha concretado una monografía sobre Liolaemus
Trabajando como biólogo de campo a recorrido las regiones de Chile desde Arica y Parinacota a Magallanes. Además ha participado en expediciones a la Antártica en proyectos de ecología de pingüinos y aves de ese continente.

## Especies descriptas
- Atelognathus jeinimenens (Meriggio, Veloso, Young & Nuñez, 2004)
- Liolaemus audituvelata (Nuñez & Yáñez, 1983)
- Liolaemus barbarae (Pincheira-Donoso & Nuñez, 2005)
- Liolaemus cristiani (Navarro, Nuñez & Loyola, 1991)
- Liolaemus enigmaticus (Pincheira-Donoso & Nuñez, 2005)
- Liolaemus fabiani (Nuñez & Yáñez, 1983)
- Liolaemus foxi (Nuñez, Navarro & Veloso, 2000)
- Liolaemus hajeki (Nuñez, Pincheira-Donoso & Garín 2004)
- Liolaemus isabelae (Navarro & Nuñez, 1993)
- Liolaemus maldonadae (Navarro & Nuñez, 1991)
- Liolaemus melaniceps (Pincheira-Donoso & Nuñez, 2005)
- Liolaemus patriciaiturrae (Nuñez & Navarro, 1993)
- Liolaemus puritamensis (Nuñez & Fox, 1989)
- Liolaemus robertoi (Pincheira-Donoso & Nuñez, 2005)
- Liolaemus rosenmanni (Nuñez & Navarro, 1992)
- Liolaemus scolari (Pincheira-Donoso & Nuñez, 2005)
- Liolaemus pictus codoceae (Nuñez & Pincheira-Donoso, 2005)

## Abreviatura (zoología)
La abreviatura Núñez  se emplea para indicar a Herman Núñez como autoridad en la descripción y taxonomía en zoología.